# 권하늘
권하늘(1988년 3월 7일~)은 대한민국의 축구 선수로 포지션은 미드필더이다. 현재 WK리그의 문경 상무 소속으로 활동 중이며 대한민국 여자 축구 국가대표팀의 일원으로 활동했다. 대한민국 여자 축구 대표팀 최초로 센추리 클럽에 가입했으며 조소현, 지소연, 김정미에 이어 대한민국 여자 선수로는 4번째로 국제 A매치 최다 출전 기록을 보유하고 있다.

## 구단 경력
서울동산고등학교, 위덕대학교를 거쳐 2011년 WK리그 드래프트에서 문경 상무의 지명을 받아 입단했다. 이후 장기 복무 심사에 합격하며 현재 현역 부사관을 겸하고 있으며 2022년 현재 계급은 상사이지만 진급 전에는 권하늘 중사라고 불리기도 했다.
권하늘 상사의 입단 이후 현재까지 문경 상무의 역대 WK리그 최고 성적은 데뷔 시즌인 2011 시즌에 기록한 4위이지만 2007년 창단 이후 단 한번도 플레이오프 진출과는 인연을 맺지 못하고 있다.

## 국가대표팀 경력
서울동산고 3학년 당시 2006년 아시안 게임을 앞두고 대한민국 여자 축구 국가대표팀에 처음으로 발탁된 뒤 같은 해 11월 30일 중화 타이베이와의 B조 조별리그 1차전에서 국제 A매치 데뷔전을 치렀다.
이후 2009년 하계 유니버시아드 금메달, 아시안 게임 2회 연속 동메달(2010, 2014), 2014년 AFC 여자 아시안컵 4위, 2015년 FIFA 여자 월드컵 16강 진출 등에 기여했으며 그 뒤 북한과의 2015년 EAFF 여자 동아시안컵 결승 리그 최종전에서 통산 100번째 경기에 출전하며 대한민국 여자 선수로는 최초로 센추리클럽에 가입하는 영예를 안았다.
그리고 2021년 4월 열린 중국과의 2020년 하계 올림픽 여자 축구 아시아 지역 최종 예선 엔트리에 발탁되며 콜린 벨 감독 부임 이후 처음이자 2016년 4개국 친선 대회 이후 5년 만에 대표팀에 전격 합류했다.

## 주요 성적

### 클럽
문경 상무
- WK리그 : 4위 (2011)

### 국가대표팀
대한민국 여자 U-17
- AFC U-17 여자 아시안컵 : 4위 (2005)

 대한민국 여자 U-20
- AFC U-20 여자 아시안컵 : 우승 (2004), 4위 (2007)

 대한민국 (여자)
- 유니버시아드 : 금메달 (2009)
- AFC 여자 아시안컵 : 준우승 (2022)
- 아시안 게임 : 동메달 (2010, 2014)
- EAFF E-1 풋볼 챔피언십 : 준우승 (2015)